# 教堂

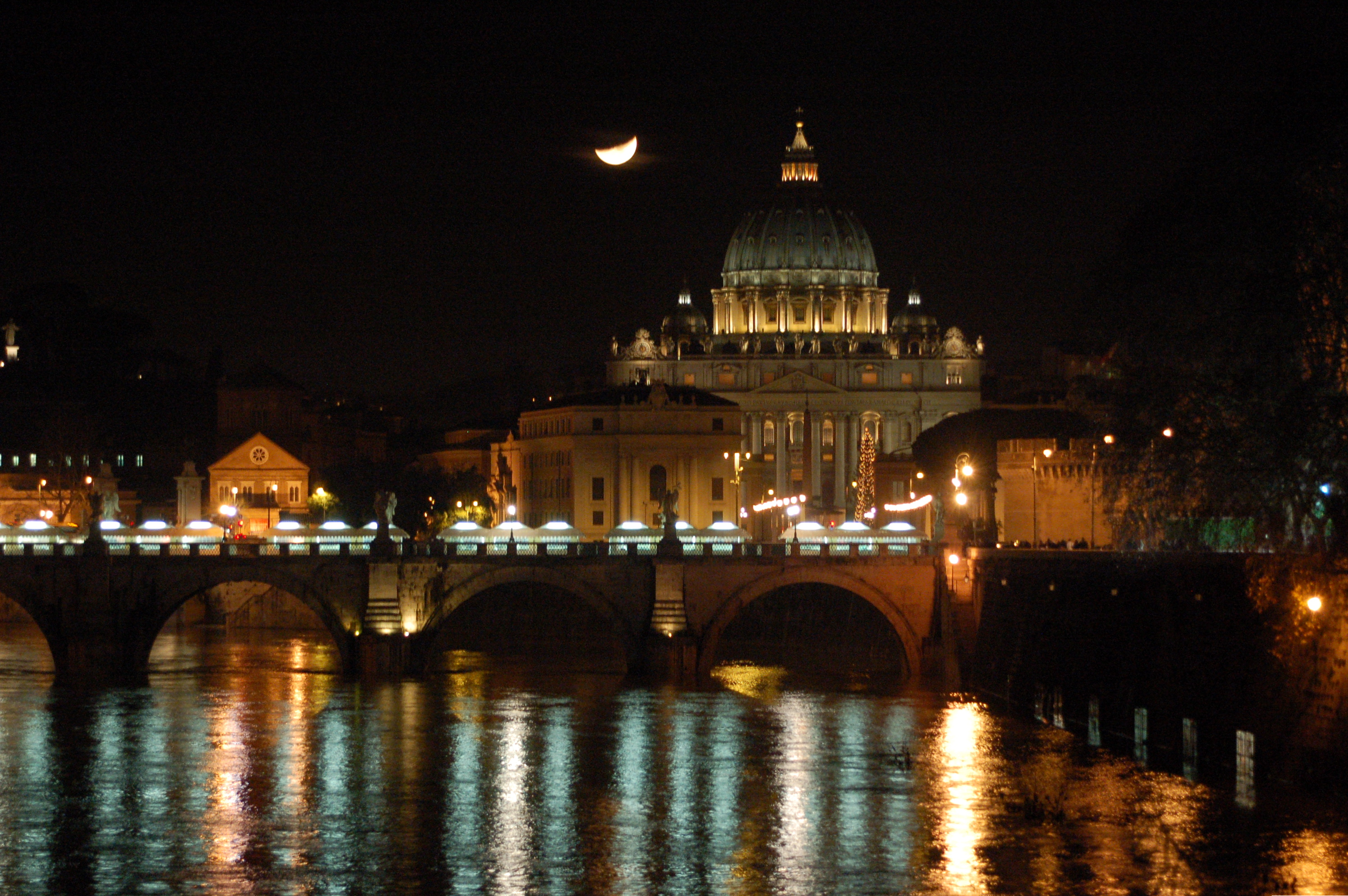
天主教會的聖伯多祿大殿

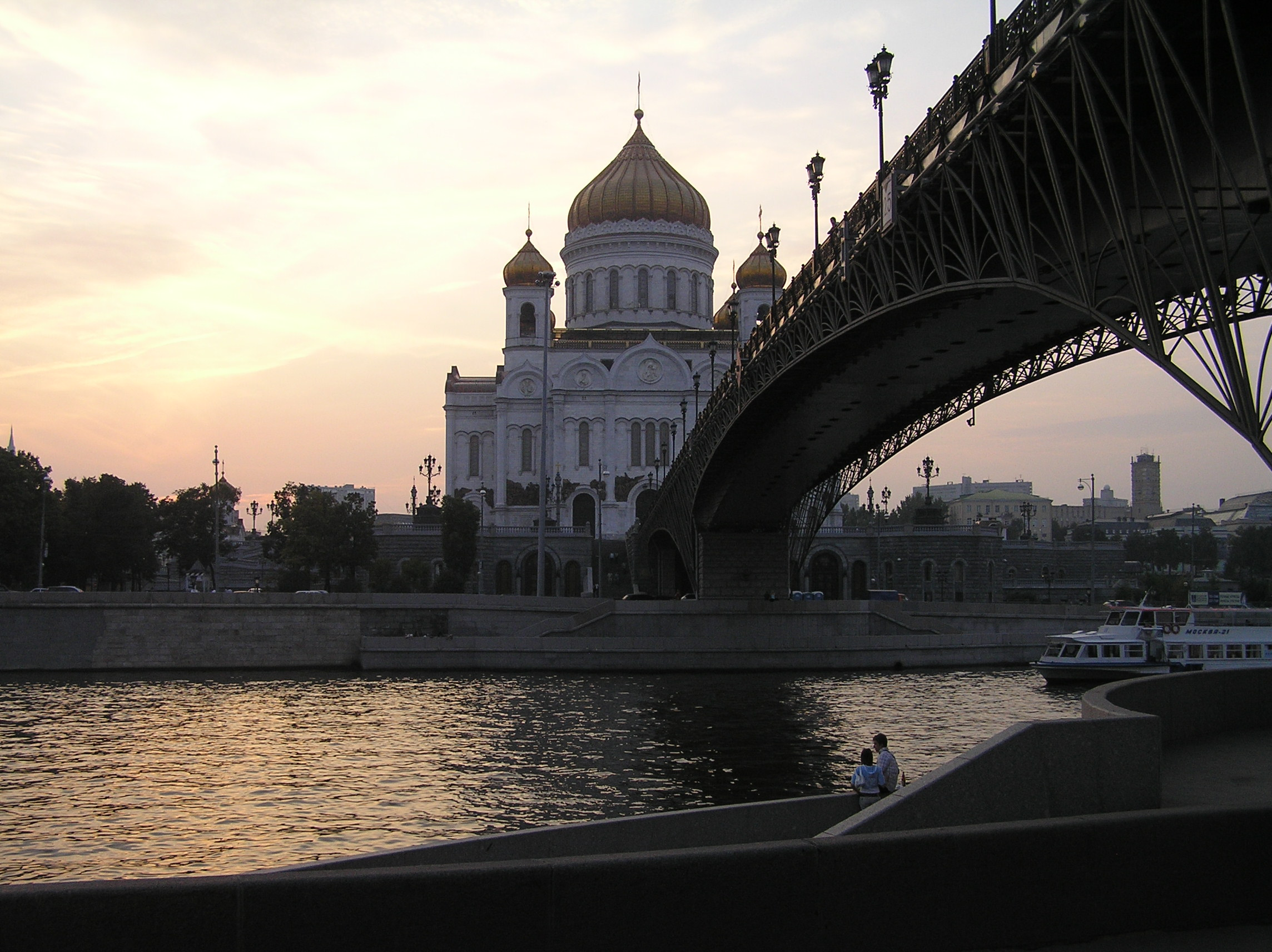
俄羅斯正教會最高領袖——莫斯科大牧首駐所：救世主大教堂

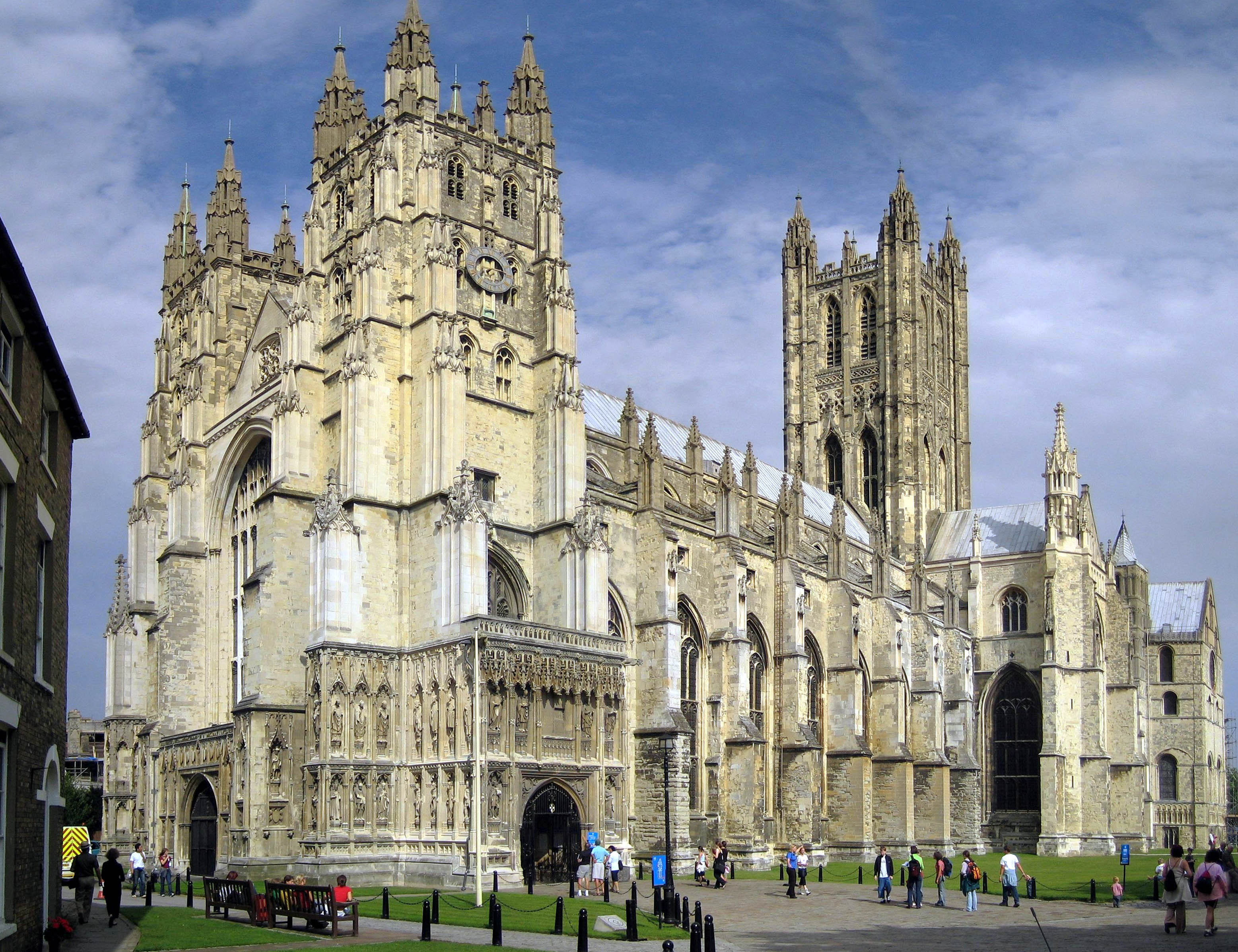
聖公會最高領袖——坎特伯里大主教駐所：坎特伯里座堂

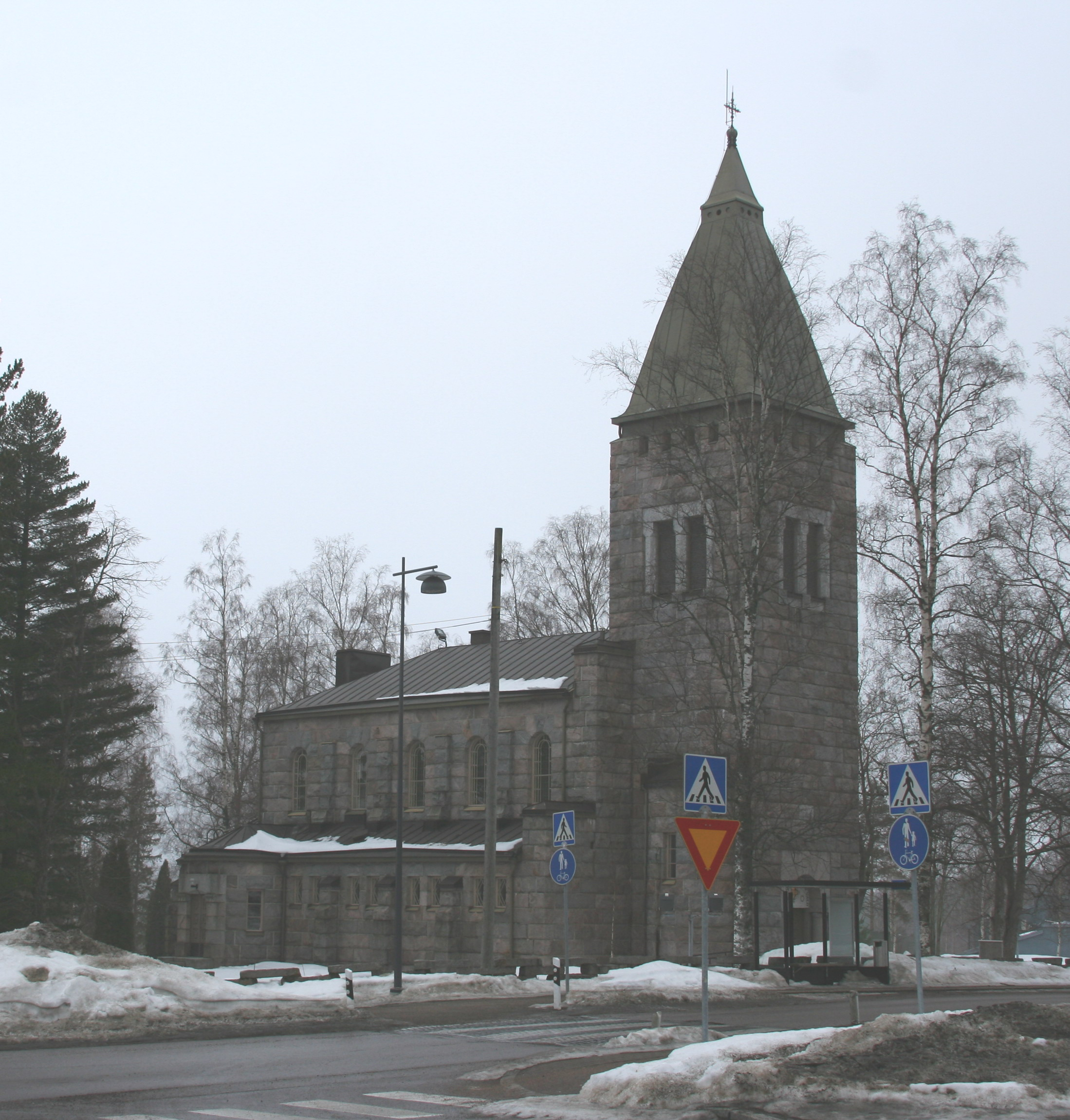
波爾奈寧教堂

教堂是进行宗教仪式的场所，一般特指基督教，包括天主教會、東正教會、新教等；天主教會的教堂又可稱為「天主堂」；伊斯蘭教进行宗教仪式的场所一般称为清真寺或回教堂，猶太教从事宗教仪式和其它活动的场所中文亦称犹太教堂或猶太會堂。

## 历史

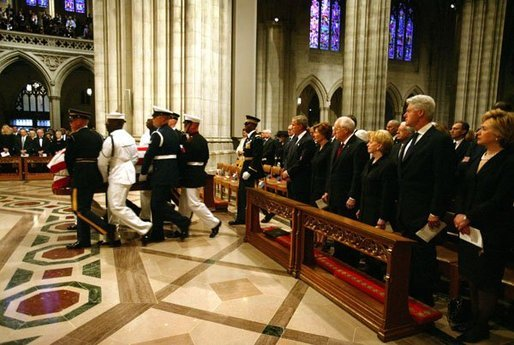
美國華盛頓國家座堂內景（圖為雷根葬禮）

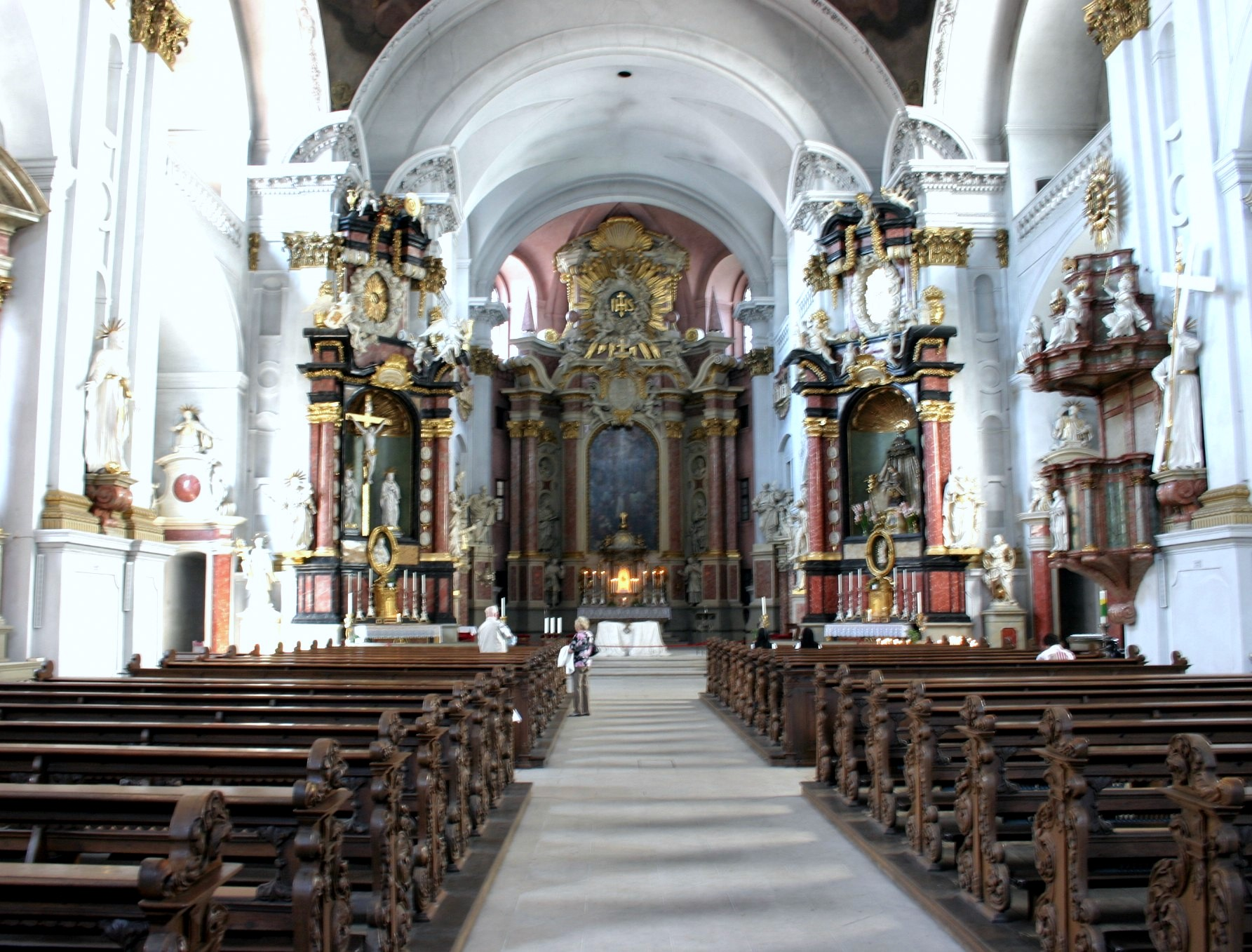
聖馬地諾教堂

公元10世纪至11世纪，欧洲各封建领主热心于在自己的领地上修建规模壮观的修道院和教堂。教堂建筑采用典型的罗马式拱券结构。它是从古罗马时代的巴西利卡式演变而来。建筑史上称这种新形制为“罗曼内斯克”即罗马式。罗马式教堂的雏形是具有山形墙和石头的坡屋顶并使用圆拱。它的外形像封建领主的城堡，以坚固、沉重、敦厚、牢不可破的形象显示教会的权威。教堂的一侧或中间往往建有钟塔。屋顶上设一采光的高楼，从室内看，这是唯一能够射进光线的地方。教堂内光线幽暗，给人一种神秘宗教气氛和肃穆感及压迫感。教堂内部装饰主要使用壁画和雕塑，教堂外表的正面墙和内部柱头多用浮雕装饰，这些雕塑形象都与建筑结构浑然一体。罗马式时期的雕塑具有古代雕塑的气魄，较多运用变形夸张手法，但又不同于古代的写实风格。
中世纪时期，天主教会统治欧洲。自12世纪到15世纪，城市已成为各个封建王国的政治、宗教、经济和文化中心。教堂成为城市中最高大雄伟、富丽堂皇的建筑，这一时期兴起了封建社会下壯麗发展的产物——哥德式艺术。
“哥德”是指野蛮人。在欧洲人眼里罗马式是正统艺术，继而兴起的新的建筑形式就被贬为“哥德”了。第一个哥德式建筑是在法国国王的领地上诞生的。之后整个欧洲都受到“哥德化”的影响。
哥特式教堂建筑在艺术造型上的特点：首先在大小和高度上创造了新纪录，从教堂中厅的高度看，德国的科隆中厅高达48米；从教堂的钟塔高度看德国的乌尔姆市教堂高达161米。其次是形体向上的动势十分强烈，轻灵的垂直线直贯全身。不论是墙和塔都是越往上分划越细，装饰越多，也越玲珑，而且顶上都有锋利的、直刺苍穹的小尖顶。不仅所有的券是尖的，而且建筑局部和细节的上端也都是尖的，整个教堂处处充满向上的冲力。这种以高、直、尖和具有强烈向上动势为特征的造型风格是教会的弃绝塵世的宗教思想的体现，也是城市显示其强大向上蓬勃生机的精神反映。
如果说罗马式以其坚厚、敦实、不可动摇的形体来显示教会的权威，形式上带有复古继承传统的意味，那么哥德式则以高聳削瘦  ,灵巧、上升的力量体现教会的神性力量。它的直升的线条，奇突的空间推移，透过彩色玻璃窗的瑰麗斑斓的光线和各式各样轻巧玲珑的雕刻的装饰，综合地造成一个“非人间”的境域，给人以神秘感。有人说罗马建筑是地上的宫殿，哥特建筑则是天堂裡的神宫。
哥特式教堂结构变化，造成一种火焰式的冲力，把人们的意念带向“天国”，成功地体现了宗教观念，人们的视觉和情绪随着向上升华的尖塔，有一种接近上帝和天堂的感觉。
从审美的层面看，罗马式建筑较宽大雄浑，但显得闭关自守，而哥特式建筑表现出一种人的意念的冲动，它不再是纯粹的宗教建筑物，也不再是军事堡垒，而是城市的文化标志，标明在最黑暗的中世纪心靈上获得的有限自由，人们会发现一丝屬靈的光透进了現實黑暗的中世纪。
与哥特建筑一起应运而生的是优美的彩色玻璃窗画。这种画也成为不识字信徒们的《圣经》。圆形的玫瑰窗象徵天堂，各式圣者登上了色彩绚丽的玻璃窗，酷似丰富多彩的舞台画面。当人们走近教堂不仅产生对天国的神幻感，也产生装饰美感。由于它是玻璃画能依靠光线的穿透而生艳，以其光色的奇妙而引人入胜。哥特式雕塑是教堂建筑不可缺少的装饰，它的人物形象开始保持独立的空间地位，追求三度空间的立体造型，力求符合真实的形象，追求自然生动的塑造，使人体逐渐丰满起来，衣褶也随之有了结构的变化，使人感到衣服里面是实在的人体。雕像不再是人的外形的攀模，而是有血有肉的人了。哥德式建筑上多采用圆雕和接近圆雕的高浮雕。
哥特式艺术接近生活和写实，遍布欧洲，因此也称国际哥特式风格。晚期的哥特式艺术已明显孕育着文艺复兴的到来。
文艺复兴时期，随着马丁·路德的宗教改革，哥特式教堂不再受到建筑师的青睐，教堂更加成为一种建筑师为自己树碑立传的好机会，追求宏大的穹顶成为建筑师的主要目标之一，但是由于当时的建筑力学和建筑材料不够先进，真正能成功建成并保留至今的穹顶教堂为数不多。
现代的教堂不再局限于教堂的传统形式，而是更注意宗教气氛的创造。玻璃、鑄鐵、木材、混凝土等各种新材料被广泛运用在教堂建筑中，同时也涌现出大量的杰出作品，很多建筑大师因设计出独特的教堂而一举成名，如阿尔瓦·阿尔托的三十字教堂、菲利浦·约翰逊的水晶教堂、安藤忠雄的“光之教會”、“水之教會”、“風之教會”等等。

## 特征

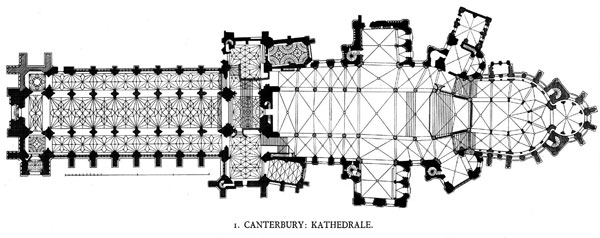
教堂東西走向十字平面圖

- 十字形平面，分拉丁十字形和希臘十字形（耶路撒冷十字形）。拉丁十字形有兩個較短的橫向臂，以及一個長的縱向臂。[1]

而希臘十字形四臂長度相等，中心為一大正方形空間，希臘十字形設計廣泛運用於拜占庭建築及受拜占庭建築影響的西方教堂。
- 彩色玻璃窗
- 穹顶
- 钟塔
- 扶壁和飞扶壁
- 管风琴
- 高樓底

## 等級
教堂建築分為四等級：
- 小堂／禮拜堂（Chapel）：有一位非常駐的神父／主理聖品。
- 聖堂／教堂（Church）：亦稱為堂區／堂會（Parish），通常為堂區／牧區／傳道區所在，有主任司鐸／主任牧師常駐，教友/會友多的教堂甚至有執事／助理聖品。
- 主教座堂／座堂（Cathedral）：教區主教駐在地。
- 宗座聖殿／大殿（Basilica）：又稱聖殿，設有宗座華蓋，通常為總主教/大主教所在、或為有特殊宗教事蹟發生的地點，例如盧爾德、法蒂瑪。其中有四座特級宗座聖殿，分別為拉特朗聖若望大殿（總宗座聖殿）、聖母大殿、聖伯多祿大殿與城外聖保祿大殿，其餘皆為乙級宗座聖殿。僅天主教會設此等級。

## 符號編碼
教堂符號編碼記載於雜項符號。
- U+26EA ⛪ CHURCH